# Limenitis cesilas
Limenitis cesilas är en fjärilsart som beskrevs av Hans Fruhstorfer 1915. Limenitis cesilas ingår i släktet Limenitis och familjen praktfjärilar. Inga underarter finns listade i Catalogue of Life.